# Ciudad redonda de Bagdad

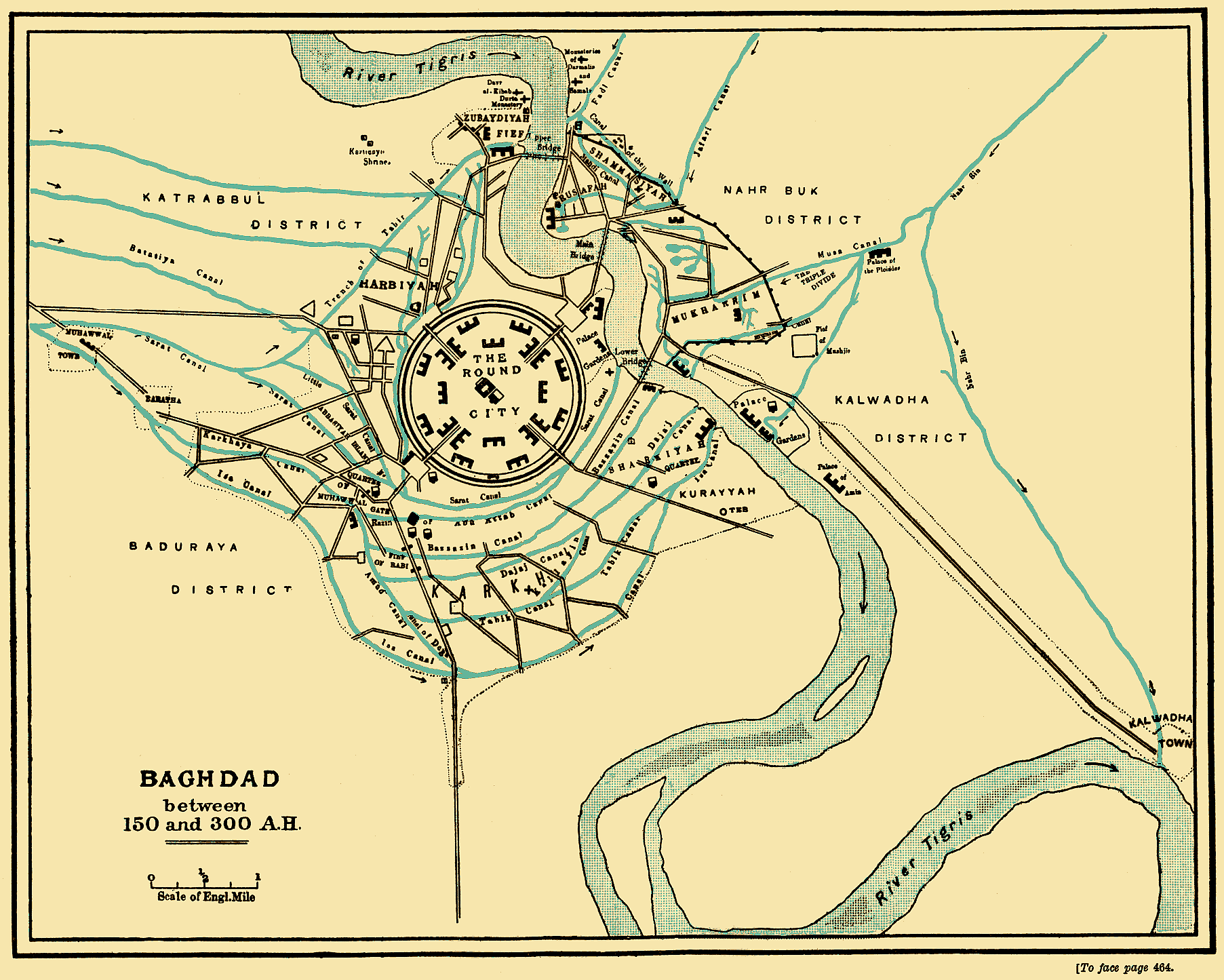

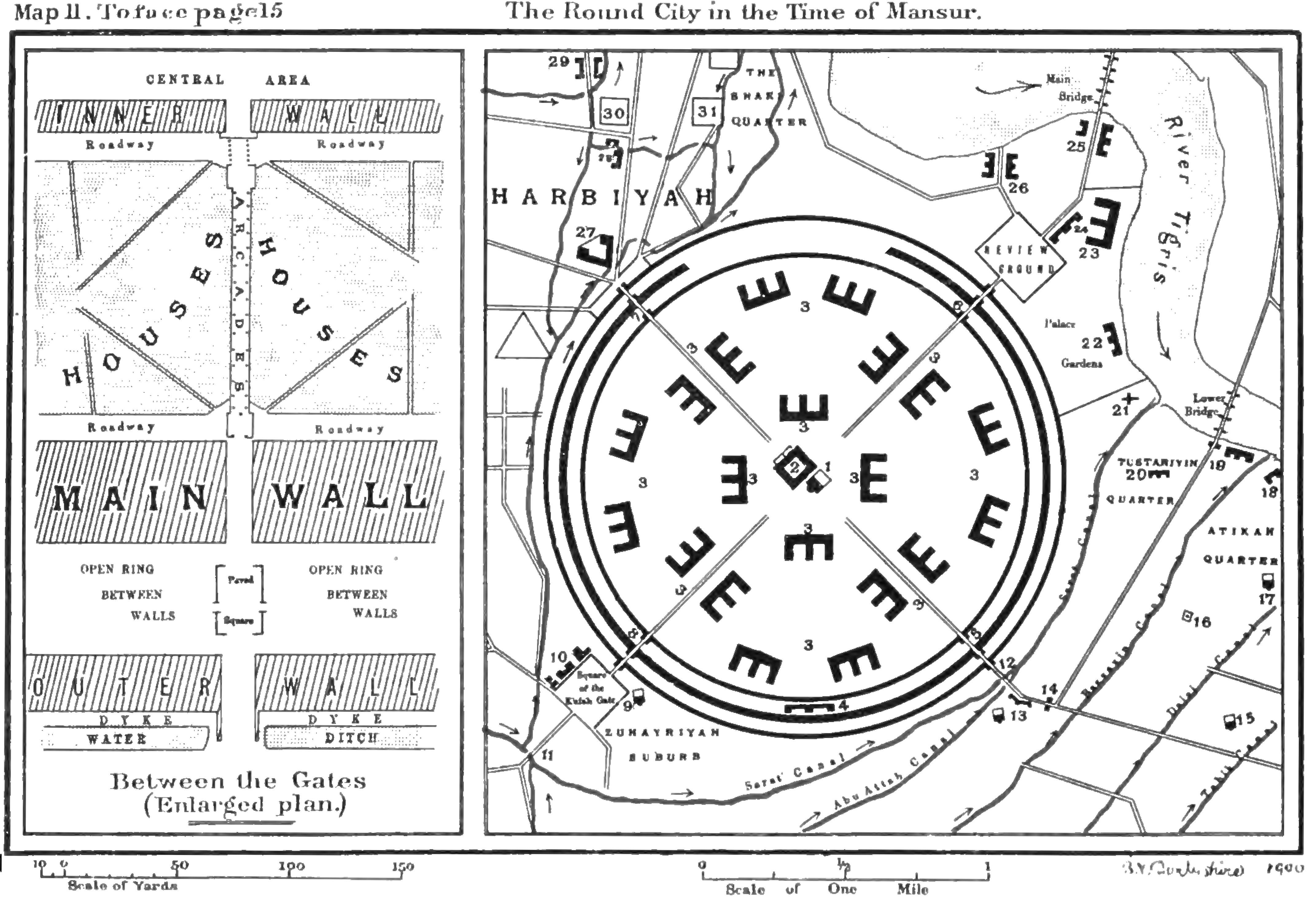

La ciudad redonda de Bagdad (también llamada: Ciudad de la Paz, en árabe: Madinat-As-Salam) es una antigua ciudad construida en la zona occidental de Bagdad entre los años 767 y 912 A. D. En su territorio se incluye la Casa de la Sabiduría. Fue construida por el califa Al-Mansur en el siglo VIII, planeada para ser la sede de la corte del califato abasí.